# پلوسکی
پلوسکی (به لهستانی:  Ploski) یک روستا در لهستان است که در گمینا بیلسک پودلاسکی واقع شده‌است.